# Taponas
Taponas là một xã thuộc tỉnh Rhône trong vùng Auvergne-Rhône-Alpes phía đông nước Pháp. Xã này nằm ở khu vực có độ cao trung bình 175 mét trên mực nước biển. Xã Taponas có diện tích 7,64 ki lô mét vuông, dân số năm 2005 là 766 người.